# Švihovští z Rýzmberka
Švihovští z Rýzmberka (též z Rýznberka, německy Schwihau von Riesenberg) byli starý český panský rod, který pocházel z rozrodu Drslaviců, s nimiž má stejné erbovní znamení.

## Historie

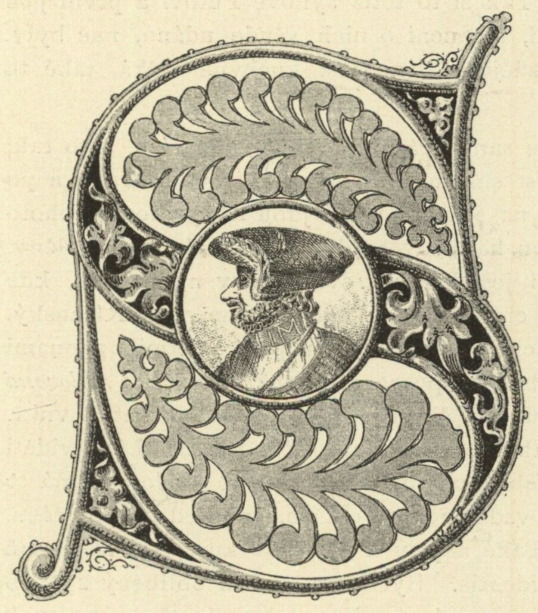
Vilém V. Švihovský z Rýzmberka (reprodukce V. Krále, cca 1890)

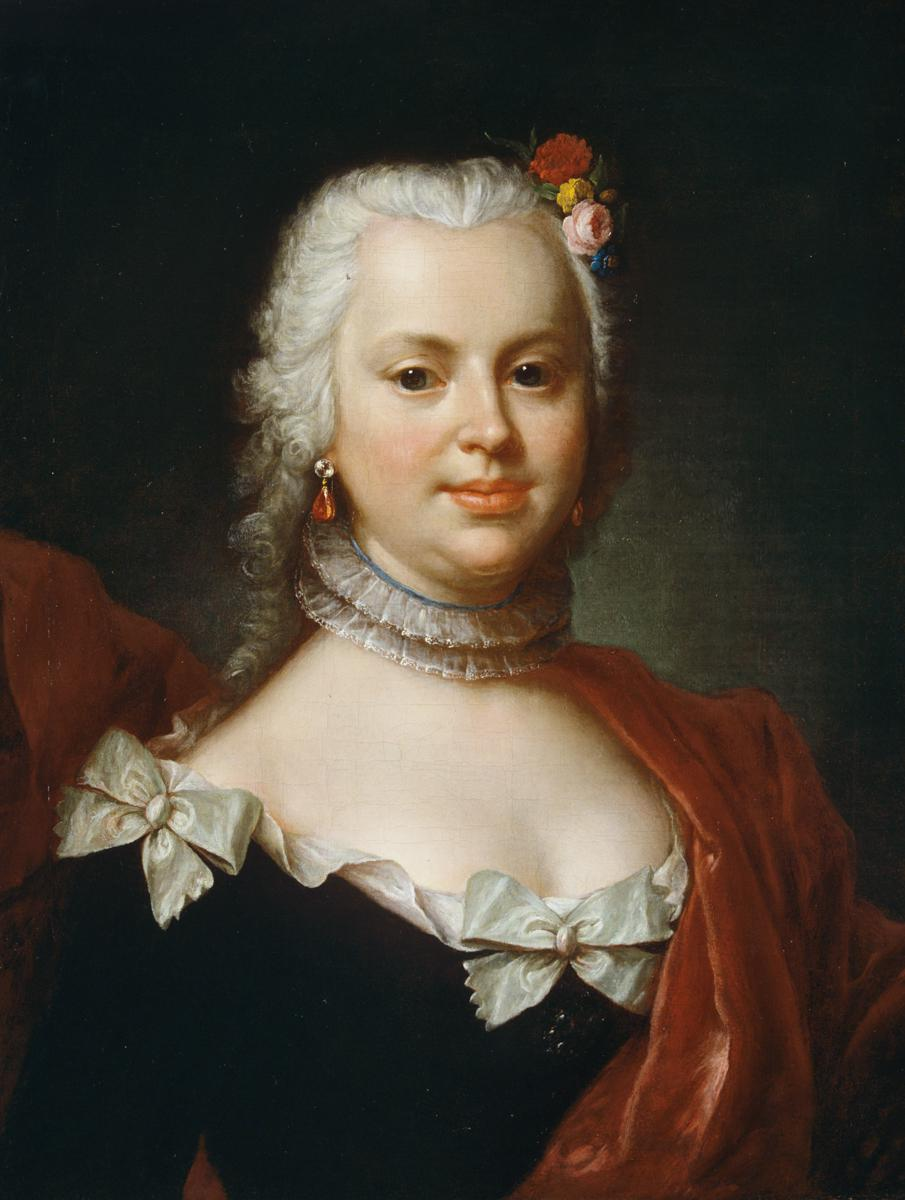
Baronka Švihovská roz. Grundmannová, 1747

Předek rodu, Břetislav, měl další dva bratry Černína a Drslava. Příslušníci rodu nejprve sídlili v Plzni. Zemský sudí Děpolt v letech 1279–1282 působil jako nejvyšší komorník, založil na Domažlicku nad městečkem Kdyně hrad Rýzmberk. Jeho synové se rozdělili do několika větví, Břetislav i nadále sídlil na Rýzmberku, Vilém získal hrad Skálu a později i Švihov, podle kterého odvozovali své jméno, a Chyši.
Ve 14. století patřili mezi přední zemské pány, Břeněk z Rýzmberka byl v letech 1396–1397 nejvyšší zemský sudí. Vlastnili hrady Švihov a Rabí, získali Bor u Tachova, Přeštice, Litici a Velhartice. Během husitských válek podporovali katolíky a byli nepřáteli husitů, jako např. Jan Švihovský, který byl v letech 1413–1418 dědičným rychtářem v Klatovech. Později někteří přešli k Jednotě bratrské.[zdroj?]Vilém mladší se v roce 1468 stal nejvyšším komorníkem a od krále Jiřího z Poděbrad obdržel různé výsady a statky. Úřad si podržel i za krále Vladislava až do své smrti roku 1479.
Půta Švihovský z Rýzmberka († 1504) v letech 1479–1504 vykonával post nejvyššího zemského sudího, patřil mezi horlivé katolíky a odmítal Jednotu bratrskou. Nechal postavit či přestavět Švihov, Rábí a další hrady, přikoupil Horažďovice, Kašperk, Roudnici, Kozel, Střelu, Herštejn, Čejkovy a Bezděkov. O jeho krutosti se dodnes vypráví legendy, podle nichž se jeho duch zjevuje hned na několika hradech, přičemž v okolí prácheňského hradu nelibě nese, pokud jej někdo dost uctivě nepozdraví. Na Švihově neuctivost údajně trestá ohnivými důtkami. Na Rabí po něm dle pověsti zůstala díra ve stropě, kterou vypálil ďábel, když jej snášel do pekla, neboť Půta nechal zazdít tři chůvy.
Jeho syn Břetislav vykonával funkci dvorského hofmistra, bratr Jindřich působil jako nejvyšší kancléř.
V 16. století stále byli ve významných úřadech, avšak postupně jejich vliv upadal. V 18. století vymřeli.

## Erb
Do roku 1467 užívali tzv. drslavické polotrojřící, které mělo červeno-stříbrnou barvu. Poté erb rozčtvrtili a přidali černou orlici, kterou měl ve znaku vymřelý český rod Žirotínů.

## Příbuzenstvo
Spojili se s pány z Roupova, Šternberky, Berchtoldy z Uherčic, pány z Rožmitálu či z Gutštejna.